# 相声

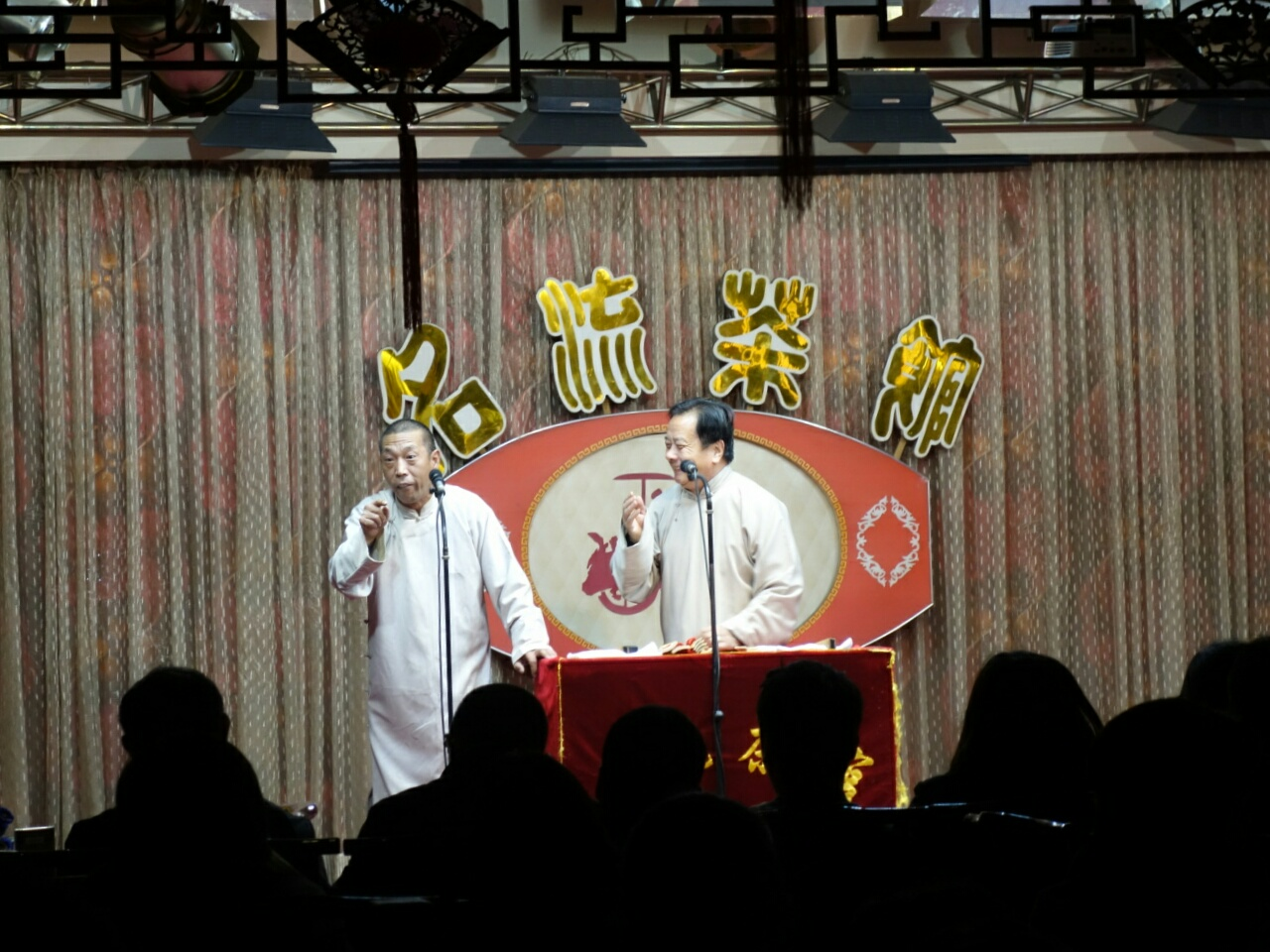
天津名流茶馆的相声表演

相声是一种中国曲艺表演艺术，於清朝道光年間，在北京出現，其前身為八角鼓。
相声一词，古作像生，原指模拟别人的言行，后发展为象声。象声又称隔壁戲。经清朝时期的发展直至民国初年，象声逐渐从一个人摹拟口技发展成为单口笑话，名称也就随之转变为相声。由单口相声，后来逐步发展出对口相声、群口相声，综合为一体，成为名副其实的相声。经过多年的发展，对口相声最终成为最受观众喜爱的相声形式。普遍认为相声存在四门功课，说学逗唱，而传统的口技即为“学”。
在相聲傳承中，基本分成一般民眾與滿清旗人兩個源流。前者卖艺為吸引觀眾，多願意講述表演較粗俗的段子，比較反映人民思想及地道文化，被稱為濁派，也称浑门；而後者多为喜好这门曲艺的八旗子弟，多少有些身分矜持，故喜好表演如文學、經史、戲劇等較為高雅的段子，被稱為清派，也称清门。但到了發展後期，濁派傳人也會說清派段子，清派傳人也有向濁派學習的情況。至1912年，基本已無特別的清濁之分。相声随后在两岸三地有着不同的发展模式。

## 历史

### 起源
相聲起源之一自曲藝八角鼓。张三禄是目前见于文字记载最早的相声艺人。根据相关记载并推测：张三禄本是北京的八角鼓丑角艺人，后創造了相声。他的艺术生涯始于清朝的道光年间。在《随缘乐》子弟书中说：“学相声好似还魂张三禄，铜骡子于三胜到像活的一样。” 在張三祿之後，分為朱、沈、阿三派。其中以藝名窮不怕的朱紹文門徒最多，現今多數相聲藝人都以他為始祖。

### 早期发展
抗日战争时期，一些相声演员表现出民族气节。常宝堃曾经两次因为讽刺日偽佔區現狀而被捕，张寿臣公开赞扬吉鸿昌等人的抗日，批评当局的不抵抗政策，也曾因为讽刺当时天津的警察“贱”遇到麻烦。

### 在中国大陆的發展
1949年后，一大批以侯宝林为代表的从中华人民共和国成立之前就在说相声的演员逐渐转型，将相声的内容加以改造，去掉了大量色情、挖苦别人生理缺陷，以及对捧哏方人身攻击之类的段子，以此迎合新的政治与文化形式。1950年，北京相声改进小组成立，以老舍为代表的一批文艺工作者、知识分子参与到相声创作中来，提升了相声的品质。
相声的流行的一个原因是因为它是一种以声音为主的艺术，适合以被普及的无线广播作为主要媒体。相声被称为“文艺战线上的轻骑兵”。
除了重新整理的传统相声之外，初期还有很多讽刺型的相声，讽刺“旧社会”或者新时代思想落后的人。在1956年百花齐放，百家争鸣期间，如何迟、马三立等相声艺人创作了《买猴》、《开会迷》和《统一病》等讽刺相声，批评了当时存在的官僚形式主义，以及社会主义改造过程中的一些不当政策。然而次年毛泽东发动了反右运动，创作讽刺相声的何迟和马三立被认定为右派，遭到政治压迫。
由于当时的政策，一些人意识到歌颂社会主义的相声的需要。1958年社会主义建设总路线时期，歌颂型相声开始大量出现。其间以马季等为代表人物。
在随后的文化大革命中，很多相声艺人遭到打压，曾一度让相声在中国大陆绝迹，只有一些歌颂型相声被允许演出。
文革之后，相声得以恢复。以姜昆、李文华的《如此照相》和常宝华、常贵田的《帽子工厂》为代表的一大批讽刺“四人帮”的相声迅速流行。从前侯宝林等人的相声也重新在广播电台播出。
进入1980年代，在日益流行的曲艺形式小品的冲击下，表演形式简单的相声不再得到以电视为主要传播媒体的观众的青睐。一些新的相声形式，如弹唱相声、相声剧等被发展出来，但市场仍然不大（与此同时，相声的大量元素被吸收到小品中）。尽管如此，这段时间里相声还是获得了不小的发展：新一代演员涌现出现，各种内容和形式上崭新的相声段子不断登台，形成了有别之前的“当代相声”。其中无论是歌颂娱乐型还是针砭时弊性的段子，都很多深受大众欢迎的例子。在这一时期的各种大小文艺场合，相声仍是娱乐大众的主角。
1990年代中后期开始，相声开始逐渐式微，新段子越来越少，脍炙人口的作品凤毛麟角，而且内容中讽刺时政的内容也日益罕见，老式的纯娱乐风格相声开始逐渐居多。在此同时，包括许多知名演员在内的相声演员离开了相声舞台转而从事其他工作，可是新人中能接班的却不多。相声的地位逐渐为繁荣的小品所取代。
2000年初，借由卫星电视的技术和娱乐业的市场化，相声在中国南北出现呈现差异化发展。以长沙人任军，山西人杨其峙组成在“奇志大兵”为代表的湖南相声组合开始崭露头角，起初在长沙各地歌厅舞厅现场演绎，后受邀在当地电视台娱乐节目中录制表演相声节目，其作品在湖南广受欢迎，内容贴近普通民众生活，反映和讽刺时事官僚问题，带动南派相声风潮一时，同时在四川，重庆，广东等地采用本土语言的相声都有相当程度的受众市场。
在21世纪初，相声在中国大陆处于青黄不接的局面：老一辈艺术家纷纷陨落，1980年代当红的演员们对于相声的发展也表现出了力不从心的状态；在为了重振相声举办的“全国相声大赛”中，新生代亦始终不见勃兴。（中国中央电视台分别在2002年元旦、2003年元旦、2006年国庆节和2008年五一黄金周期间举办了四届全国相声大赛。首届和第二届受到了观众的好评，第三届第四届相声大赛却被指“看不到相声的相声大赛”。第三届相声大赛闭幕式中马季与主持人周涛和毕福剑合说的相声《学相声》成了马季最后的公开相声演出。）相声的发展前途不被多数人看好，但是在媒体以外的地方，许多以传统方式演出的相声剧团还是保留了一定水平并具有相当多观众的。在天津的许多小剧场与茶馆都可以听到相当精采的传统相声。而同样曾在茶馆传统方式演出的郭德纲在2005年之后走红，虽然不同于真正的茶馆相声，给观众带了一些对传统的认同，并让中国大陆看到相声复兴的希望；郭德纲不但改编过大量的传统相声，同时也创作了大量的相声，如大获成功的《我》字系列、《你》字系列；同时推广了相声的本门唱太平歌词（原先理解的相声唱是京剧、评剧等）。在以郭德纲为主的相声演员的努力下，中国大陆的相声艺术也首次在非华语地区举行大型演出。 

### 在台灣的發展
1949年，中華民國政府退守臺灣，一批相声演员也到了臺灣。當時在各營業場所說相聲的演員包括丁一、張三、王祥林、趙如明、陳逸安、魏龍豪、吳兆南、楊保華、周胖子、丁仲等人，以陳逸安、魏龍豪、吳兆南的名氣最響亮，陳逸安和魏龍豪同為軍中康樂隊員，倆人應邀在八角樓（今西門紅樓）等地搭檔演出，後來與吳兆南仨人在中國廣播公司、警察廣播電台等廣播電台一同主持相聲節目。隨後在1967年起，開始收集資料灌製《相聲集錦》、《相聲選粹》、《相聲捕軼》以及《相聲拾穗》。
最初，相声的主要听众是以眷村为主的外省人。1985年，由表演工作坊（簡稱“表坊”）推出舞台劇『那一夜，我們說相聲』（由李立群、李國修主演）之後，造成了轟動。“表坊”於1989年推出了舞台劇《這一夜，誰來說相聲？》（由李立群、金士傑、陳立華三人主演），1991年推出《臺灣怪談》（李立群單口相聲），1993年推出舞台劇《那一夜，我們說相聲》（由李立群、馮翊綱重新詮釋），1997年推出舞台劇《又一夜，他們說相聲》（馮翊綱、趙自強、卜學亮三人主演），2000年，推出舞台劇《千禧夜，我們說相聲》（趙自強、金士傑、倪敏然三人主演）；最後，在2005年，推出了舞台劇《這一夜，Women說相聲》（方芳、鄧程慧、蕭艾三人主演）。雖皆以相聲命名，實則為舞台劇。
在1988年四月，馮翊綱、宋少卿組成相聲瓦舍（2001年加入黃士偉），開啟了舞台劇融合相聲藝術的創作表演。在2004年7月8日，輔佐「可以演戲劇團」（由御天十兵衛與高揚組成）推出第一部作品《給我一個膠帶》。
1991年，阿炮（蔡明毅）與阿嬌（謝雅琳）推出台語相聲《台語相聲─世俗人生》，以婚姻為題材，佳評如潮。
1993年，劉增鍇、林文彬創立台北曲藝團，除了相聲以外，同時推出許多中國特有的說唱藝術，如雙簧、評書、數來寶、快書、京韻大鼓、梅花大鼓、西河大鼓、單弦、太平歌詞等，並多次推動兩岸相聲藝術交流演出。
1999年8月26日，吳兆南於收徒大典時宣佈成立吳兆南相聲劇藝社，限定僅吳兆南弟子及再傳弟子可以成為正式團員。除了相聲以外，另包括各項曲藝，如雙簧、數來寶、快書、京韻大鼓、單弦、太平歌詞及京劇、舞台劇等。

### 在香港的發展
香港自古以来就有流传于中原地区的北派相声，早在清朝时期，来自中国大陆的文人、说书人就把相声这门传统艺术带到南粤和香港。
随着历史原因，香港被割让为英国殖民地。自此之后，相声在香港的发展进入了独特的本土化时期。民国初年，香港的相声主要出现在街头卖艺中，专门的相声艺人大多是以说书及口技等杂耍艺人为主。他们大多来自社会的各个阶层，懂得看书，喜欢聊天，因此运用相声的形式谋生。
踏入四五十年代，香港电影开始急速发展，相声艺术也开始融入进新兴媒体。在显存的无数旧香港电影拷贝中，我们可以看到单口相声、对口相声的表演形式，开始融入进早期的香港电影中，大多以演员独白、互相调侃的表演形式出现。
1957年，全球第一家华语电视媒体诞生，就是现今的亚洲电视前身丽的电视。相声开始跃进电视媒体，成为综艺节目的固定表演项目。其后1967年，香港无线电视（TVB）诞生，全球最长寿的综艺节目《欢乐今宵》启播，相声艺术开始在电视综艺节目中以更广泛的变种形式出现，如主持人的讲稿中，节目与节目间的串场等。

### 在马新地区的发展
兩岸分治之后，一部分中国南部的演出团体前往马来亚地区发展（当时新加坡，马来西亚尚未独立）。相声艺人冯翔、白言、路丁在马新地区表演相声。因为马新地区所独有的多元语言环境使得“马新相声”较中國大陸的相声和台湾相声别具一格，但也因为了中文并非主流语言的问题使得马新相声界的职业演员很少。

## 相声的分类
相声按演员人数分可分为：
- 单口相声
  - 长篇单口相声，通常分为数次表演，类似于评书，最早有“八大棍”之称，指的就是从评书中抽取的八段互不相关的段子。但单口相声更多注重笑料。
- 对口相声，演员人数为2人。
- 群口相声，演员人数在3人或3人以上。

按内容功能分类，可分为：
- 讽刺型相声：可以讽刺自己或者别人，如侯宝林的《夜行记》（讽刺不遵守交通规则的人）、姜昆和李文华的《如此照相》（讽刺文革时期的社会现象）。
- 歌颂型相声：如马季的《新〈桃花源记〉》（歌颂社会主义新农村）、侯跃文的《京九演义》（歌颂京九铁路的建设者）。
- 娱乐型相声：《说方言》、《爱情歌曲》之类。

按著作时代分类，可分为：
- 传统相声：清末民初时期
- 新相声：1949年之后
- 当代相声：1980年代后期之后

按流派分类，可分为： 
- 马派相声：代表人物是马三立、马志明。
- 常派相声：代表人物是常连安、常宝堃。
- 侯派相声：代表人物是侯宝林、侯耀文。
- 刘派相声：代表人物是刘宝瑞、馬季、唐杰忠。

按地域分类，主要可分为：
- 天津相声：相声主要发源地之一，以讽刺见长，火爆热烈 ，富于幽默感，说逗俱佳，包袱密集为主。部分演员在表演时会讲天津话。表演场地以茶馆相声为主。
- 北京相声：相声主要发源地之一，主要是大段子。表演场地多为剧场。

## 艺术特色

### 基本功
相声自清末起源，一直不断变化发展。关于相声基本功，也形成了很多种不同的说法。
“说学逗唱”作为相声四门功课的说法流传最广。这一说法最早见于1930年代连阔如（笔名云游客）所著的《江湖丛谈》，称张三禄从八角鼓的“八样”（吹、打、拉、弹、说、学、逗、唱）中提取了“说学逗唱”作为相声的基本技能。然而这一说法并不严谨，如张寿臣就反对这一说法，指出很多名家（张宝茹、刘奎珍、马三立等）都不“唱”。
侯宝林总结了相声的十二项基本功：
- 第一、开场诗。
- 第二、“门流儿”。
- 第三、白沙撒字。
- 第四、太平歌词。有的人在白沙撒字时，边写边唱。
- 第五、说一个人的（就是单口相声）。
- 第六、捧。
- 第七、逗。这两项就是对口相声，相声演员须会演甲、乙角色。
- 第八、说三人相声。相声演员须会演甲、乙、丙三个角色。
- 第九、要钱。同行术语又叫“看杵门子”。对街头艺人来说，这是个重要项目，就是在演出中间或结束时，他能张罗着向观众敛钱。
- 第十、簧。说相声的都得会双簧，但说双簧的不一定会说相声。
- 第十一、口技。
- 第十二、数来宝。

又有一说，基本功为十三门，分别是：
- 要钱
- 口技
- 数来宝
- 太平歌词
- 白沙撒字
- 单口相声
- 逗哏
- 捧哏
- 群口相声
- 怯口/倒口
- 柳活
- 贯口
- 开场小唱

张寿臣认为，太平歌词作为“圆黏儿”（吸引看客）的手段，在剧场环境中已经没有作用了，而且它作为独立曲种发展的空间已经很小。
侯宝林认为，说学逗唱中的“唱”，不是太平歌词，而是指相声本门以外的唱，即模仿别人唱腔，如学河北梆子、学评剧，学越剧，唱歌。
马志明、郭德纲认为，说学逗唱中的“唱”，是太平歌词，而唱京剧、唱评剧、唱歌等，属于“学”。

### 術語
- 定场诗
- 逗哏
- 捧哏
- 包袱：相聲中的笑料
- 柳活：以學唱（戲劇）為主的相聲
- 腿子活：在相聲表演中，演員為表演戲劇，帶點小化妝，分包趕角，進入角色來表演，之後還要退出來敘事的段子。
- 貫口（活）：大段連貫且富於節奏性的台詞，以《大保鏢》和《文章會》為典型，相聲行內有「文怕《文章會》，武怕《大保鏢》」。
- 怯口活（怯口）：運用方言或外語表演，如：豆腐堂會、山西家信等。
- 現掛（抓哏）：現場抓緊取題材引起笑聲
- 砸掛

### 道具
- 一桌
- 二椅
- 五子：
  - 扇子：作為模擬其它道具的物品，例如馬鞭、毛筆、劍、刀、槍等，亦可寫小抄，既然是道具，除非劇情需要，扇子並不會作為搧風之用，可以作為是否是行內人的判別。
  - 醒子：来自评书，在长篇单口相声中也会用到，用於吸引觀眾注意。
  - 折葉子
  - 絹子：除了擦汗之外，亦作為道具之用，如摺疊後作為帽子(黃鶴樓段)
  - 玉子：早期尚無名稱，經入皇宮給慈禧太后表演時，慈禧取用园內竹子製作竹板給藝人，此後就被稱為「御賜」，叫久了便稱為「玉子」。原為撂地演出時唱(念)詞或唱太平歌词时伴奏的乐器，一般是两个竹板，但經過劇本編寫後，可說長篇段子，此時增加五塊竹板稱為七快板。

## 相关表演形式
- 双簧
- 口技
- 开场小唱
- 太平歌词
- 參軍戲
- 落語
- 答嘴鼓
- 滑稽戲
- 栋笃笑
- 漫才
- 雙人搭檔

## 經典劇目
傳統相聲
《豆腐堂會》（又稱《找堂會》）、《倭瓜鏢》、《文章會》（与《大保镖》合称《文武双全》）、《誇住宅》、《開粥廠》、《當行論》、《報菜名》、《地理圖》、《黃鶴樓》、《八大改行》、《八扇屏》、《八大吉祥》、《三近視》（又稱《三近視認匾》）、《白事會》、《扒馬褂》、《論捧逗》、《繞口令》、《關公戰秦瓊》、《蛤蟆鼓》、《打牌論》、《君臣斗》（又稱《金殿鬥智》）、《珍珠翡翠白玉湯》、《山東兒鬥法》（又稱《鬥法》）、《假行家》、《金剛腿》、《怯教書》、《反七口》、《黄半仙》、《鈴鐺譜》、《拴娃娃》、《口吐蓮花》、《五紅圖》、《福壽全》、《羊上樹》、《樹沒葉》、《山西家信》、《學四省》、《學聾啞》、《雜學唱》（選擇部分曲藝形式來演出）、《賣布頭》、《賣估衣》、《老老年》等。
現代相聲
《似曾相識的人》、《如此照相》、《81層樓》、《買猴》、《釣魚》、《夜行記》、《訓徒》、《五官爭功》、《虎口遐想》、《宇宙牌香菸》、《小偷公司》、《老鼠夜話》、《打電話》、《糖醋活魚》、《西徵夢》（改編自傳統段子《得勝圖》）、《糾紛》、《五味俱全》、《祖爺爺的煩惱》、《很難說的國語》、《托妻献子》等。